# Балдано, Сэрэнжаб
Сэрэнжа́б Балдано́ (8 ноября 1930 — 28 июля 2014) — скульптор, почётный член Российской Академии художеств.

## Биография
Родился в селе Хойто-Ага Агинского аймака Бурят-Монгольской АССР. Отца не помнил, мать была раскулачена. До поступления в школу-интернат рос у двоюродной сестры. Три его старших брата — Цырендоржи, Цыбигжаб и Даба — погибли на фронтах Великой Отечественной войны. Детство прошло в голодное военное время. В юности странствовал по всему Советскому Союзу в поисках своего места в жизни.
После службы в армии в 1953 году поступил на факультет журналистики МГУ. Окончив университет, работал научным сотрудником в Национальной картинной галерее в городе Фрунзе, затем старшим научным сотрудником в Казахской государственной художественной галерее им. Т. Г. Шевченко. С 1959 по 1961 год — ответственный секретарь Союза художников Казахстана. В 1960 году был принят в Союз художников СССР. С 1963 по 1967 год — председатель Союза художников Бурятской АССР.
Сэрэнжаб Балдано изучал бурятское изобразительное искусство и прилагал большие усилия в направлении его развития: писал искусствоведческие статьи в местные и центральные газеты и журналы, пропагандируя творчество старых народных мастеров и современных молодых художников Бурятии; выступал с лекциями на радио и телевидении. Был инициатором процесса реабилитации репрессированных представителей бурятской культуры — художника Галсана Эрдэнийна, ученого просветителя Базара Барадийна, религиозного деятеля Агвана Доржиева. Положил начало строительству посёлка народных мастеров в Иволгинске, дома художников с мастерскими, выставочной и музейной экспозицией на улице Куйбышева в Улан-Удэ. Ко второй половине 1960-х годов Балдано определяется как скульптор по дереву, найдя в этом своё призвание.
В 1968 году художник с семьёй переезжает в Алма-Ату, где полностью посвящает себя скульптуре. В конце 1969 года прошла его первая персональная выставка в Союзе архитекторов Казахской ССР. В 1976 году была организована выставка в Казахской государственной художественной галерее им. Т. Г. Шевченко. В мае 1977 года состоялась персональная выставка в Москве в Союзе художников СССР на Гоголевском бульваре (ныне Московский музей современного искусства), по итогам которой издательство «Советский художник» выпустило набор открыток, посвященный его творчеству. В августе 1990 года прошла вторая персональная выставка в Москве в залах Всероссийского музея декоративно-прикладного и народного искусства. Каталог и плакаты к этой выставке были напечатаны в Японии по линии Советского фонда культуры. Так же вышла статья в журнале «Наше наследие». В 1995 году вышла статья в журнале «Декоративное искусство». В апреле 2003 года Арт-центром «Алма-Ата art» была организована персональная выставка скульптур Сэрэнжаба Балдано.
С 1995 года жил и работал в Москве. Член Московского союза художников.

### Семья
Мать — Удомбра Очирова.
Жена — Конкордия.
Дети — Ира, Индира, Инга.

## Основные работы
- Кресло «Бычок» (1965)
- Кресло «Улыбка» (1965)
- «Голова оптимиста» (1965)
- «Юность» (1966)
- «Гэсэр» (1966)
- «Охотник» (1967)
- Настенная скульптура «Портрет матери» (1967)
- «Автопортрет» (1967)
- «Поколения» (1968)
- «Эмоции» (1968)
- «Лама-монах» (1969)
- «Святое семейство» (1969)
- «Она и он» (1969)
- «Автопортрет» (1969)
- «Три батора» (1970)
- «Адам и Ева» (1970)
- «Философ» (1970)
- «Вазы с кораллами» (1971)
- «Сагаан Yбэгэн — Белый старец» (1973)
- «Раненый» (1973)
- «Портрет жены» (1974)
- «Одухотворенный» (1974)
- Напольная скульптура «Лев» (1974)
- «Охотник-отец» (1975)
- «Портрет сестры» (1975)
- «Обнаженная» (1975)
- «Грусть» (1975)
- «Мой прародитель» (1975)
- «Планета Земля» (1976)
- «Мангадхай» (1976)
- «Портрет поэта Дондока Улзытуева» (1977)
- «Девушка из Аги» (1978)
- «Отшельник» (1980—1982)
- «Портрет моего брата Дабаадай» (1982)
- «Индира» (1983)
- «Буха-нойон. (Прародитель всех бурят)» (1984)
- «Я и мои дети» (1985)
- «Обезьянка» (1985)
- «Стелы» (1985 по 1996)
- «Мой друг из Китая» (1987)
- «Портрет Базара Барадийна» (1988)
- Подсвечник «Не вижу, не слышу и молчу» (1989)
- «Автопортрет-обнаженный» (1989)
- «Протест» (1989)
- «Блаженный» (1992)
- «Портрет Давида Кугультинова» (1992)
- Серия «Я и мои маски» (1992—1998)
- «Шаман» (1993)
- «Эхо» (1995)
- «Пластические образы» (2002)
- «Мой предок» (2002)
- «Хохимэй» (2003)
- «Цивилизация — человек XXI, XXII, XXIII… веков» (2003)